# Jean XIX (pape copte)
Jean XIX (arabe : يوأنس التاسع عشر), né en 1855 à Assiout et mort en 1942 au Caire, est un religieux et ecclésiastique égyptien. Il est le  113e successeur patriarche — pape d'Alexandrie et d'Éthiopie, patriarche de toute l'Afrique et du siège de saint Marc — de l'Église copte orthodoxe, en fonction entre 1928 et 1942.

## Biographie
Il rejoint comme moine le monastère de Paromeos (en) (ou Baramos) situé dans la vallée désertique d'Ouadi Natroun et est envoyé par le pape Cyrille V en Grèce pour étudier la théologie avant d'être nommé métropolite.
Métropolite du gouvernorat de Beheira en Égypte, il est élu pape en 1928. Il est le premier métropolite à devenir pape dans l'histoire de l'Église copte orthodoxe. Auparavant, c'était traditionnellement un moine qui était élu. Cette nomination inhabituelle entraîne alors des controverses au sein de l'Église copte orthodoxe.

## Décorations
- Grand cordon de l'ordre d'Ismaïl (royaume d'Égypte) ;
- Grand-croix de l’ordre de l'Étoile (Éthiopie) ;
- Grand cordon de l'ordre de Salomon (Éthiopie).